# Ghalymschan Pirmatow
Ghalymschan Olschauly Pirmatow (kasachisch Ғалымжан Олжаұлы Пірматов, russisch Галымжан Олжаевич Пирматов/Galymschan Olschajewitsch Pirmatow; * 24. April 1972) ist ein kasachischer Geschäftsmann.

## Leben
Ghalymschan Pirmatow wurde 1972 im Oblast Tschimkent in der Kasachischen SSR geboren. Er machte 1993 seinen Abschluss an der Staatlichen Universität Nowosibirsk in Russland. 1995 folgte ein weiterer Abschluss am Kasachischen Institut für Management, Wirtschaft und Prognostizierung in Almaty. Einen dritten Hochschulabschluss erlangte er 2001 an der Atkinson Graduate School of Management der Willamette University.
Seine berufliche Laufbahn begann er 1994 als Finanzdirektor des Unternehmens Altyn-Tas. Zwischen 1998 und 1999 war er Direktor der Finanzabteilung von Minaret Grupp Sekjuritis, bevor er für wenige Monate bei AIG Silk Road Capital Management als Direktor der Investitionsabteilung tätig war. Anschließend arbeitete er mehrere Jahre lang in der Ukraine, unter anderem für AES KijewOblEnergo und AES Ukraina. Danach ging er wieder zurück nach Kasachstan, wo er zunächst für Almaty Power Consolidated, ein Energieunternehmen aus Almaty, tätig war. Hier war er stellvertretender Generaldirektor der Wirtschaftsabteilung. Ab 2005 leitete Pirmatow verschiedene Abteilungen, darunter die Abteilung für Investment Banking, der Halyk Bank.
Am 21. Dezember 2007 bekam er zum ersten Mal einen politischen Posten, als er zum stellvertretenden Minister für Wirtschaft und Haushaltsplanung ernannt wurde. Diese Position bekleidete er bis zum 20. März 2009. Anschließend wurde er stellvertretender Vorsitzender der BTA Bank, die aufgrund massiver Schulden gerade verstaatlicht werden musste. Im Juli 2009 wechselte er zum Staatsunternehmen Kazatomprom, wo er Vizepräsident der Abteilung für Wirtschaft und Finanzen wurde. Von 2011 bis 2015 leitete er den kasachischen Ableger des kanadischen Bergbauunternehmens Cameco. Von Dezember 2015 bis August 2017 war er stellvertretender Vorsitzender der Kasachischen Nationalbank. Seit dem 31. August 2017 ist Pirmatow Vorstandsvorsitzender von Kazatomprom.